# Linnaemya consobrina
Linnaemya consobrina là một loài ruồi trong họ Tachinidae.